# Xyris densa
Xyris densa är en gräsväxtart som beskrevs av Gustaf Oskar Andersson Malme. Xyris densa ingår i släktet Xyris och familjen Xyridaceae. IUCN kategoriserar arten globalt som otillräckligt studerad.
Artens utbredningsområde är Kongo-Kinshasa. Inga underarter finns listade i Catalogue of Life.